# Diocesi di Alfocranon
La diocesi di Alfocranon (in latino: Dioecesis Alphocranoniensis) è una sede soppressa e sede titolare della Chiesa cattolica.

## Storia
Alfocranon, identificabile con Heluan, è un'antica sede episcopale della provincia romana dell'Arcadia nella diocesi civile d'Egitto. Faceva parte del patriarcato di Alessandria ed era suffraganea dell'arcidiocesi di Ossirinco.
Le varie liste dei vescovi che parteciparono al primo concilio di Nicea nel 325 indicano la presenza di Arpocrazio di Alfocranon, che è anche l'unico vescovo noto di questa sede egiziana. Tuttavia, le molte varianti presenti nelle medesime liste, in alcune delle quali vi è un'evidente omonimia tra il nome del vescovo e il nome della sede di appartenenza, hanno indotto Worp e Martin a ipotizzare una corruzione nella trasmissione testuale e che il termine "Alfocranon" sia da correggere in "Phragonis". Michel Le Quien ignora completamente la sede di Alfocranon e assegna il vescovo Arpocrazio sia a Naucratis, diocesi che non appare in nessuna lista episcopale di Nicea, sia a Cinopoli di Arcadia, confuso tuttavia con il vescovo Adamanzio.
Dal 1933 Alfocranon è annoverata tra le sedi vescovili titolari della Chiesa cattolica; il titolo finora non è stato assegnato.

## Cronotassi dei vescovi
- Arpocrazio † (menzionato nel 325)